# Bălilești (gmina)
Bălilești – gmina w Rumunii, w okręgu Ardżesz. Obejmuje miejscowości Băjești, Bălilești, Golești, Poienița, Priboaia, Ulița i Valea Mare-Bratia. W 2011 roku liczyła 4105 mieszkańców.